# Stingray Lite TV
Stingray Lite TV is een digitale commerciële televisiezender die voornamelijk videoclips uit de jaren 80, 90, 00 en van nu uitzendt.
De zender werd samen met C-Classic TV op 17 december 2007 gelanceerd en is initiatief van 2Connect Media BV. Lite TV zendt uit in Nederland. In juni 2014 nam Stingray Digital de zender over van de Archibald Media Group. Op 1 april 2015 heeft de zender de huidige naam gekregen, daarvoor was de zender bekend onder de naam Lite TV.